# 김성주 (기업인)

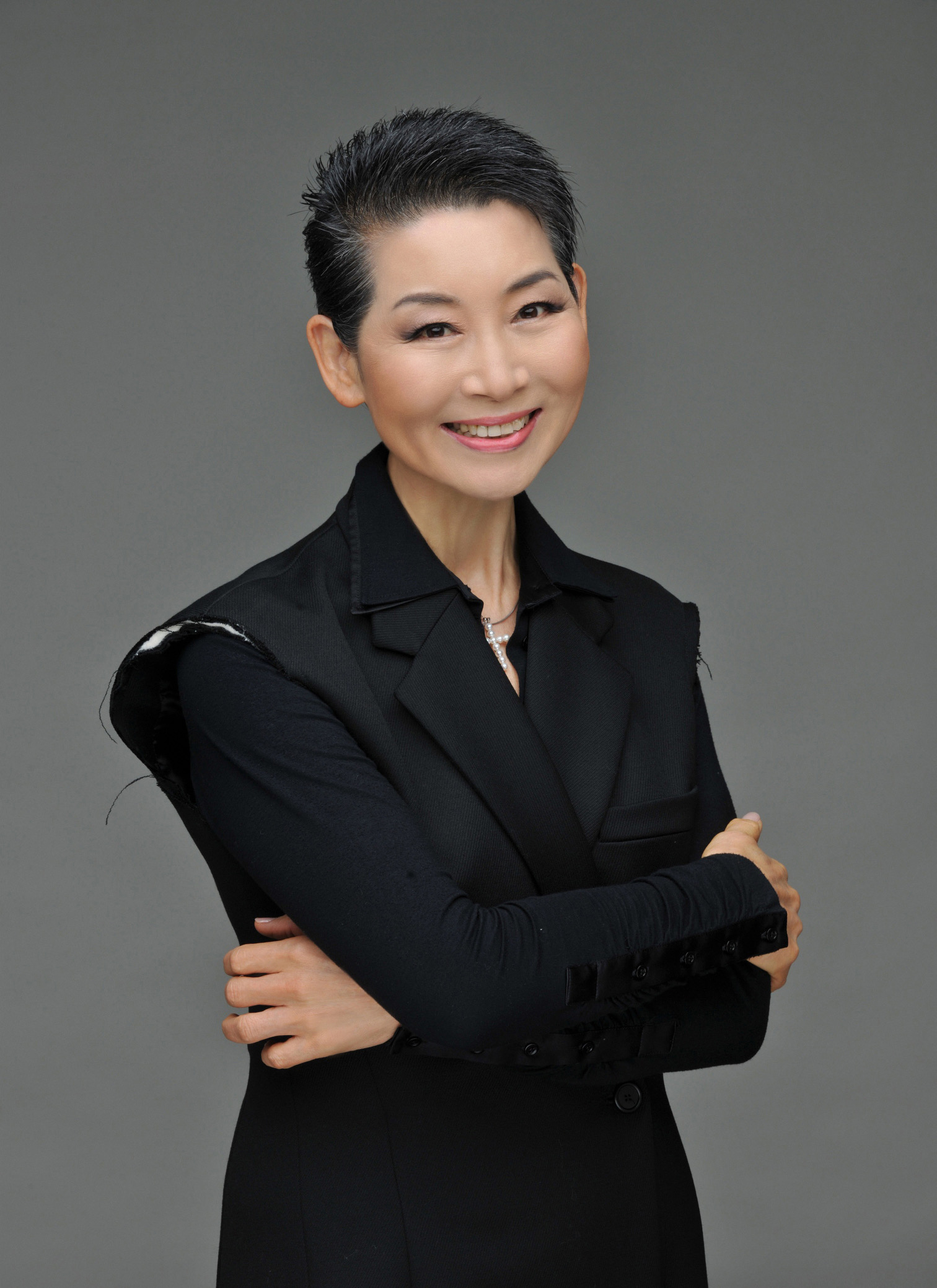

김성주(1956년 11월 19일 ~ )는 대한민국의 여성 기업인이다. 현재 MCM을 소유한 성주그룹의 글로벌 CVO(Chief Visionary Officer), 독일 MCM Holding AG 대표, 전 대한적십자사 총재이다.

## 생애
김성주회장은 성주그룹의 설립자이며 현재 MCM Holding AG (독일)의 회장을 맡고 있다.
1990년 ㈜성주그룹을 설립 후, 글로벌 명품 패션브랜드인 Gucci, Sonia Rikyel, YSL과 영국내 최고 패션 유통회사인 Marks & Spencer를 국내에 런칭하며 중견 기업으로 성장시킨 김성주 회장은 한국 패션산업을 한층 업그레이드하는데 일조했다는 평가를 받고 있다.
특히 2005년에는 국내 역사상 처음으로 독일에서 탄생한 명품 브랜드 MCM을 전격적으로 인수하여 글로벌 럭셔리 브랜드 시장에 성공적으로 진입시켰으며 한국 및 이태리 공방에서 제작한 명품을 전세계 40여개국에 수출하는 등 한국 패션 산업의 글로벌화를 이끌어 왔다.
또한 개인의 신념이자 경영철학인 “Succeed to Serve", 사회환원기업 (Social Enterprise)으로써의 책임의식으로 2009년 ㈜성주재단을 설립, 기업의 순수익 10%를 적극적인 사회공헌활동으로 환원하며, 매년 60여 개의 국내외 NGO단체를 지원하고 있습니다. 코소보의 전쟁피해자 지원 및 Asia House(UK)와 Victoria & Albert Museum(UK) 등과 같은 각종 문화, 자선공연, 세계 여성 대회(Global Summit of Women)네트워크를 통한 여성들의 경제/사회 활동 활성화를 위한 교육에도 적극적으로 힘쓰고 있으며, 2014년부터 약 3년간 대한적십자사 총재로도 활동했다.
김성주회장은 정직하고 투명한 기업경영을 통해 아름다운 자본주의의 모범이 되고, 중소기업과 청년, 여성을 키워 글로벌 무대를 만들어 주겠다는 미션으로 진취적인 사업전개와 글로벌 활동을 펼쳐왔다. 세계의 주목을 먼저 받은 김성주회장은 한국여성으로는 최초로 2013년부터 약 4년간 Asia Pacific Economy Council의 ABAC (APEC Business Advisory Council) 위원으로 활동했으며, Amherst College (미국 매사추세츠), Business School Lausanne (스위스 샤반느) 와 University of the Arts London (영국 런던) 에서 명예박사 학위를 수여 받았다.
김성주 회장은 2017년 12월 독일 패션 협회 (Fashion Council Germany)의 자문위원으로 임명 받았다.<ref>https://www.kimsungjoo.com/KO/about/bioReview.asp

## 수상
- 1997.02 세계경제포럼(World Economic Forum)의 차세대지도자(Global Leaders for Tomorrow) 100인으로 선정
- 2009.11 브뤼셀유럽연합의회에서 국제휴먼밸류 (International Association of Human Values)의 "2009기업윤리상(Ethics in Business Awards)" 수상
- 2012.02 Forbes Asia의 ‘아시아 파워 비즈니스우먼 50인’ (‘Asia’s 50 Power Businesswomen’) 에 선정
- 2012.04 Fortune Asia의 '아시아에서 가장 영향력 있는 비즈니스 25인'(Asia's '25 Hottest Business Women')에 선정
- 2012.07 UN인도주의 업무조정국(United Nations Office for Humanitarian Affair)이 주최한 ‘DNA회의 (Decide Now Act Summit)’에서‘세계에서 가장 창의적인 비전을 가진 101명의 리더’로 선정
- 2015.06 영국 엘리자베스 여왕 2세로부터 대영제국훈장 (Honorary Officer of the Order of the British Empire, OBE)수훈